# 片理誠
片理 誠（へんり まこと、1966年 -）は、日本の小説家、SF作家。東京都出身。

## 来歴
東京都在住。1991年、駒澤大学文学部卒業。システムエンジニアとして会社員生活を経て、2004年に核戦争後の世界を舞台にしたSFミステリー長編『終末の海・韜晦の箱船』で第5回日本SF新人賞に佳作入選（同年の受賞者は八杉将司、もう1人の佳作入選者は北國浩二）。2005年3月、同作品を改題した『終末の海 Mysterious Ark』（徳間書店）でデビューした。骨太のファンタジー巨篇〈屍竜戦記〉シリーズで注目を集め、本格SFの担い手として高く期待される。日本SF作家クラブ会員。「SF Prologue Wave」編集長。
長編デビュー前に、光文社文庫の『異形コレクション』シリーズに短編が1編掲載されている。近年は自作品のイラストも描く。

## 受賞・候補
- 2004年 第5回日本SF新人賞佳作 (『終末の海・韜晦の箱船』)
- 2009年 第40回星雲賞 日本長編部門候補 (『屍竜戦記II　全てを呪う詩』) [3]
- 2011年 第42回星雲賞 日本長編部門候補 (『エンドレス・ガーデン　ロジカル・ミステリー・ツアーへ君と』)

## 作品リスト
単行本
- 終末の海 Mysterious Ark （2005年3月、徳間書店 ISBN 9784198619893 -『終末の海・韜晦の箱船』より改題）[4]
- 屍竜戦記 （2007年5月、徳間書店 トクマ・ノベルズedge ISBN 9784198507459）[5]
- 屍竜戦記2 全てを呪う詩 （2008年7月、徳間書店 トクマ・ノベルズedge、ISBN 9784198507954）
- エンドレス・ガーデン ロジカル・ミステリー・ツアーへ君と （2010年9月、早川書房〈ハヤカワSFシリーズ Jコレクション〉ISBN 9784152091581）
- Type：STEELY タイプ・スティーリィ（上・下）（2011年11月・12月、幻冬舎コミックス〈幻狼ファンタジアノベルス〉ISBN 9784344823716・ISBN 9784344823921）緒方剛志イラスト
- 九十九神曼荼羅シリーズ　ジャンク・ジャンキー・ジャンクション （2012年8月、小学館）絵:Marcey Naito
- 九十九神曼荼羅シリーズ　タイムレス・カプセル（2012年10月、小学館）絵:TANINAO
- 九十九神曼荼羅シリーズ　デンタル・ジャンパー（2012年12月、小学館）絵:YUMA
- 九十九神曼荼羅シリーズ　ハッピー･キーパー（2013年2月、小学館）絵:ARISA
- 九十九神曼荼羅シリーズ　レギオン･チューナー･ラプソディ（2013年5月、小学館）絵:SHIMAKAWA
- ガリレイドンナ 月光の女神たち （2014年2月、朝日新聞出版、ISBN 978-4022511539）梅津泰臣・teamGD原作、イラスト:足立慎吾
- 夢幻∞シリーズ　カウントダウン・イン・ブルー （2015年2月、小学館）絵／金子デルタ
- 夢幻∞シリーズ ミスティックフロー・オンライン 第1話　冒険探偵（1～3）（2016年7～11月、小学館）画:片理誠
- 夢幻∞シリーズ ミスティックフロー・オンライン 第2話　赫翼(かくよく)の天使(1～5) （2017年1～9月、小学館）画:片理誠
- 夢幻∞シリーズ　ミスティックフロー・オンライン 第3話　百銃の女王(1～7)（2017年11月～2018年11月、小学館）画:片理誠
- 夢幻∞シリーズ　ミスティックフロー・オンライン 第4話　さ迷う弾丸たち(1～) （2019年1月～、小学館）画:片理誠[6]

短編
- 妖精の環 - 『異形コレクション 黒い遊園地』（2004年4月、光文社文庫）に掲載[7]
- ラストソング - 『SF Japan』2010年春号（2010年3月、徳間書店）に掲載
- シェアワールド企画『Eclipse Phase』に11の短編（2016年7月、新紀元社）ロブ・ボイルほか著／朱鷺田祐介監訳／『エクリプス・フェイズ』翻訳チーム

## 日本国外での刊行
- 台湾
  - 終末之海 （2007年7月、尖端出版、李惠芬訳、ISBN 9789571036151） - 『終末の海』の中国語訳（繁体字） 
    - 尖端出版のレーベル浮文字より刊行